# Pu-erh

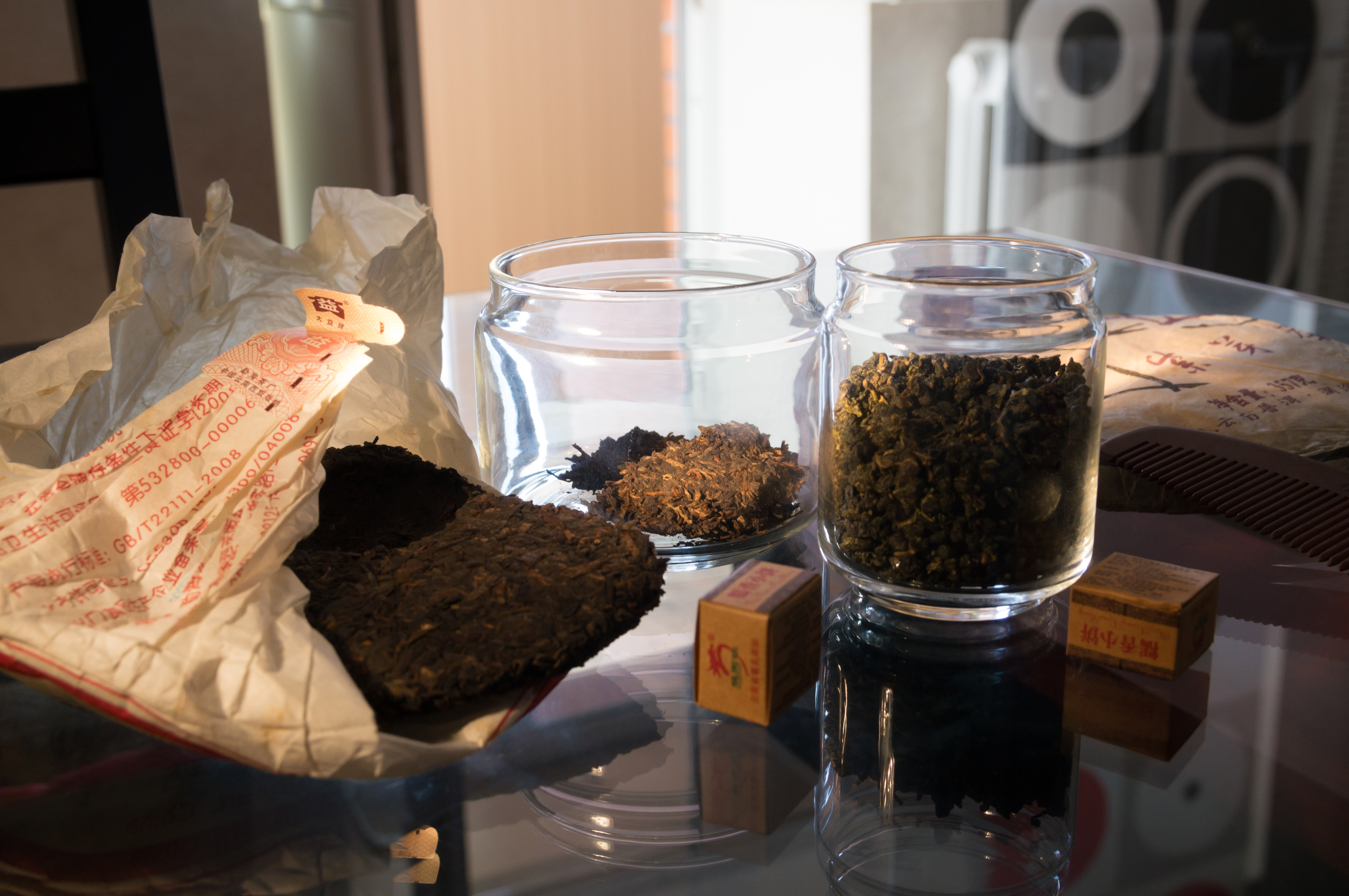
Pu-erh

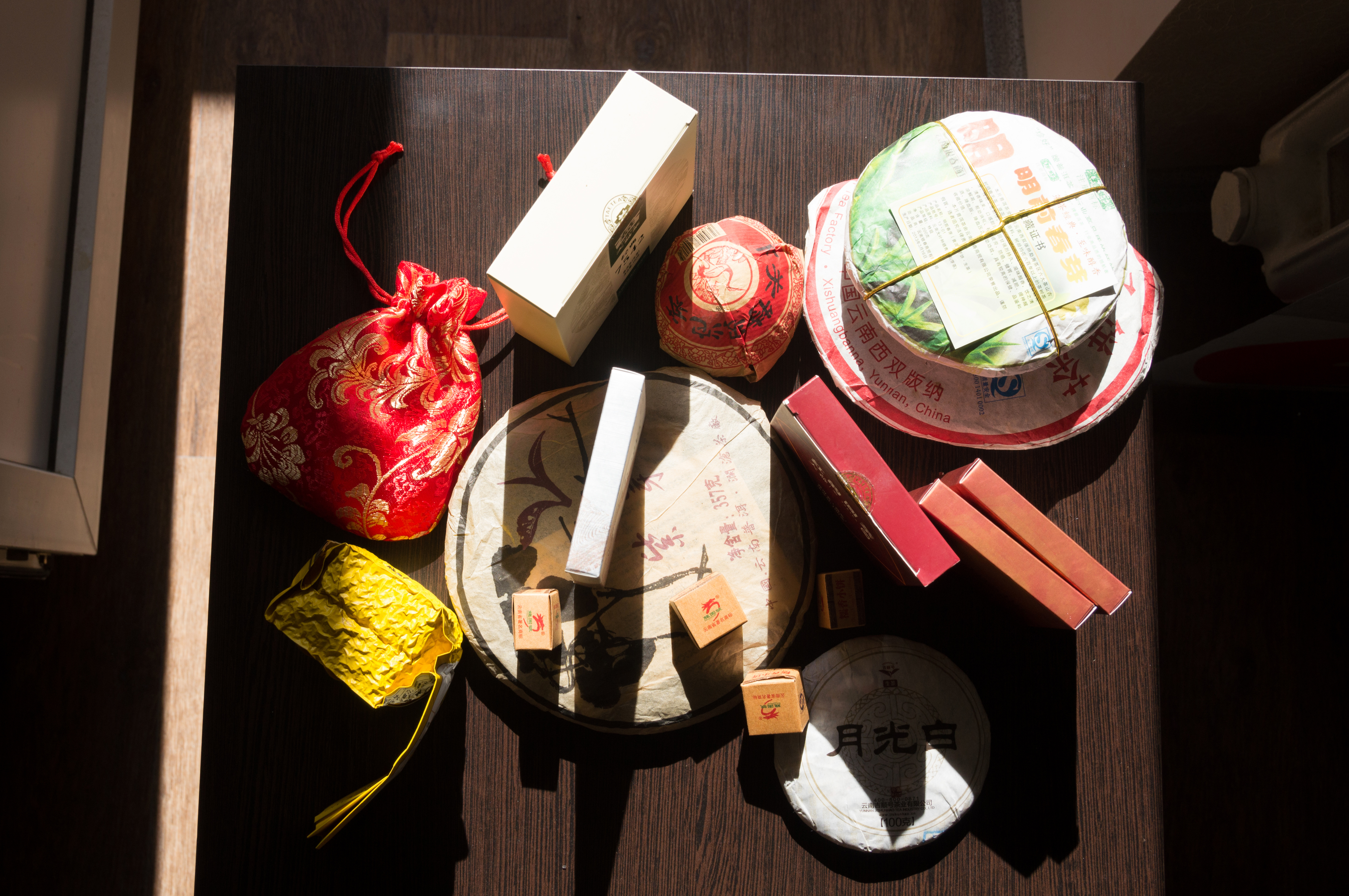
Pu-erh

Pu-erh (chiń. 普洱茶, pǔ’ěr chá) – gatunek herbaty, w Polsce zaliczany do herbat czerwonych (w Chinach zaś do „czarnych”, gdyż Chińczycy dzielą herbaty według koloru naparu, a nie suszu, jak Europejczycy), uprawiany w Chinach.
Uprawiana w Chinach od ponad 1700 lat. Ojczyzną pu-erh jest region Pu’er w prowincji Junnan na południu Chin. Pochodzi z tej samej rośliny co herbata czarna, ale różni się od niej tym, że zostaje poddana dodatkowemu procesowi fermentacji. Ma ona smak bardziej gorzki niż czarna, przez co w krajach europejskich często dodaje się do niej aromaty, aby go złagodzić – najczęściej cytrynowy. Czerwoną herbatę pija się zwłaszcza w krajach wschodniej Azji. Istnieje 10 kategorii jakościowych tej herbaty (od pierwszej – najwyższej do dziesiątej – najniższej). Stopień na skali określa pochodzenie liści i ich jakość, sposób ich przetworzenia i przechowywania. Istnieją dwa rodzaje herbaty Pu-erh – Sheng oraz Shu. Różnią się one produkcją. Pu-erh Sheng poddawany jest naturalnemu starzeniu poprzez leżakowanie herbaty. Proces ten może trwać nawet kilkadziesiąt lat. Natomiast Pu-erh Shu poddawany jest procesowi postarzania zwanemu wodui. Polega on na poddaniu herbaty procesom fermentacji za pomocą drobnoustrojów i szlachetnych grzybów, które rozwijają się poprzez poddanie herbaty działaniu pary wodnej oraz podwyższonej temperatury przez co herbata w smaku jest podobna do dojrzałych Pu-erhów Sheng. Pu-erh Shu może być spożywany natychmiast po przeprowadzeniu „wodui”, ale może również być pozostawiony do wieloletniego leżakowania podobnie jak Pu-erh Sheng. Obie wersje często można spotkać w formie prasowanej.

## Właściwości zdrowotne

### Masa ciała
W jednym badaniu ekstrakt z pu-erh wykazał nieznaczny wpływ na utratę masy ciała wśród mężczyzn z zespołem metabolicznym. W innym badaniu na osobach z hiperlipidemią wpływ ekstraktu pu-erh na utratę masy ciała był znaczący.

### Cholesterol
Pu-erh zawiera minimalne ilości statyn, które są stosowane do obniżania poziomu cholesterolu. W badaniu na szczurach ekstrakt z herbaty pu-erh zmniejszał LDL („zły cholesterol”), bez wpływu na HDL („dobry cholesterol”). Z kolei badanie z osobami z zespołem metabolicznym wykazało, że ekstrakt z pu-erh może znacząco poprawić parametry takie jak zmniejszenie LDL oraz zwiększenie HDL.

### Zatrucie fluorem
Niektóre rodzaje herbaty prasowanej, ze względu na to, że są produkowane z gałązek i starych liści mogą zawierać duże ilości fluoru (200-300 razy więcej niż herbata produkowana z młodych listków). Jej duża konsumpcja może prowadzić do fluorozy.

### Inne właściwości
Kilka innych właściwości zdrowotnych herbaty Pu-erh:
- łagodzi skutki spożycia alkoholu
- zapobiega powstawaniu agresywnych związków tlenu – wolnych rodników
- wzmacnia organizm
- zmniejsza wchłanianie tłuszczu w jelitach[11][12]
- pobudza mikrokrążenie
- poprawia pamięć
- uspokaja

Część tych właściwości może wynikać z obecności kofeiny w herbacie pu-erh.